# Will Rothhaar
Will Rothhaar (* 12. Januar 1987 in New York City) ist ein US-amerikanischer Schauspieler.

## Leben und Leistungen
Rothhaar trat im Alter von vier Jahren in einem Theaterstück auf. Seine erste Filmrolle spielte er an der Seite von Dabney Coleman im Fernsehthriller In den Fängen der Entführer aus dem Jahr 1995. In dem Filmdrama Black and Blue – Du entkommst mir nicht spielte er die Rolle des Robert Benedetto, dem Sohn von Frances Benedetto (Mary Stuart Masterson), die häufig von ihrem Ehemann Bobby (Anthony LaPaglia) verprügelt wird. Für diese Rolle war er im Jahr 2000 für den Young Artist Award nominiert. Im gleichen Jahr war er für seine Rolle in dem Fernsehdrama Kandidatin im Kreuzfeuer für den YoungStar Award nominiert. Eine weitere Nominierung für den Young Artist Award erhielt er im Jahr 2002 für seine Rolle in dem Filmdrama Hearts in Atlantis, in dem er an der Seite von Anthony Hopkins zu sehen war.
In der Komödie Kart Racer spielte Rothhaar neben Randy Quaid eine größere Rollen. Von 2004 bis 2005 war er in der Fernsehserie Listen Up zu sehen.
Für seine Rolle in dem Theaterstück The Cryptogram von David Mamet wurde Rothhaar 1999 mit dem Hollywood Reporter Young Star Award ausgezeichnet.

## Filmografie (Auswahl)
- 1994: Immer Ärger mit Dave (Dave’s World, Fernsehserie, Folge 1x21)
- 1995: In den Fängen der Entführer (In the Line of Duty: Kidnapped)
- 1995–1998: JAG – Im Auftrag der Ehre (JAG, Fernsehserie, 4 Folgen)
- 1995: Blackmail (Letter to My Killer)
- 1996: Kingpin
- 1996: Pacific Blue – Die Strandpolizei (Pacific Blue, Fernsehserie, Folge 2x05)
- 1997: Buffy – Im Bann der Dämonen (Buffy the Vampire Slayer, Fernsehserie, Folge 2x07)
- 1998: Verrückt nach dir (Mad About You, Fernsehserie, Folge 6x16)
- 1998: Jack Frost
- 1999: Black and Blue – Du entkommst mir nicht (Black and Blue)
- 2000: Love & Sex
- 2000: Kandidatin im Kreuzfeuer (An American Daughter)
- 2001: Emergency Room – Die Notaufnahme (ER, Fernsehserie, Folge 7x17)
- 2001: Hearts in Atlantis
- 2003: Kart Racer
- 2004–2005: Listen Up! (Fernsehserie, 22 Folgen)
- 2004–2010: CSI: Las Vegas (Fernsehserie, 2 Folgen)
- 2005: Frau mit Hund sucht … Mann mit Herz (Must Love Dogs)
- 2005: Criminal Minds (Fernsehserie, Folge 1x10)
- 2006: Cold Case – Kein Opfer ist je vergessen (Cold Case, Fernsehserie, Folge 4x01)
- 2007: Standoff (Fernsehserie, Folge 1x17)
- 2008: Terminator: The Sarah Connor Chronicles (Fernsehserie, Folge 2x05)
- 2008: The Mentalist (Fernsehserie, Folge 1x03)
- 2010: Fringe – Grenzfälle des FBI (Fringe, Fernsehserie, Folge 3x07)
- 2011: World Invasion: Battle Los Angeles (Battle: Los Angeles)
- 2011: CSI: Miami (Fernsehserie, Folge 10x01)
- 2012–2013: Last Resort (Fernsehserie, 7 Folgen)
- 2012: CSI: NY (Fernsehserie, 2 Folgen)
- 2012: Perception (Fernsehserie, Folge 1x04)
- 2014: Castle (Fernsehserie, Folge 7x08)
- 2014: Reckless (Fernsehserie, Folge 1x05)
- 2014–2015: Grimm (Fernsehserie, 3 Folgen)
- 2018: Benji